# والسن
والسن (به فرانسوی: Valsonne) یک کامین (تقسیمات کشوری فرانسه) در فرانسه با جمعیت ۸۲۰ نفر است که در رون واقع شده‌است.